# Coniques de Mandart
En géométrie, les coniques de Mandart sont des coniques du triangle, nommées d'après H. Mandart, qui les a étudiées dans deux articles publiés à la fin du XIXe siècle,,.

## Ellipse de Mandart

Triangle quelconque
son ellipse inscrite de Mandart (et son centre au mittenpunkt M)
Droites joignant les centres des cercles exinscrits à chaque milieu de côté (concurrentes en M)
séparatrices (concurrentes au point de Nagel N)

L'ellipse inscrite de Mandart d'un triangle est l'ellipse située à l'intérieur du triangle, tangente aux points de contact des cercles exinscrits avec les côtés. C'est donc également l'ellipse circonscrite de Steiner du triangle de Nagel du triangle de référence.

### Propriétés
Le centre de l'ellipse de Mandart est le mittenpunkt du triangle. Son point de Brianchon (le point d'intersection des droites reliant les sommets du triangle aux points de tangence) est donc le point de Nagel du triangle.
Ses axes sont les droites parallèles aux asymptotes de l'hyperbole de Feuerbach passant par le mittenpunkt.
Comme conique inscrite, l'ellipse de Mandart est décrite par les paramètres en coordonnées homogènes
{\displaystyle x:y:z={\frac {a}{b+c-a}}:{\frac {b}{a+c-b}}:{\frac {c}{a+b-c}}}
pour un un triangle de côtés a, b, c.

### Cercle de Mandart
Le cercle de Mandart est le cercle circonscrit au triangle de Nagel. Le cercle et l'ellipse de Mandart se croisent donc aux trois sommets de ce triangle, mais aussi au point de Feuerbach du triangle.
C'est donc le cercle de Joachimsthal du point de Bevan.
Son centre est le point de nombre de Kimberling X1158 et son rayon est égal à :
{\displaystyle R_{\text{Mandart}}={\frac {s}{abc}}{\sqrt {(4R^{2}-bc)(4R^{2}-ca)(4R^{2}-ab)}}.}
où R est le rayon du cercle circonscrit au triangle de référence et s son demi-périmètre.

## Triangles de Mandart
On considère un triangle ABC et son triangle médian A'B'C'. Pour un réel t, on place sur la médiatrice de [AB] le point PA tel que C'PA = t et tel que si t > 0, le point est à l'extérieur du triangle ; on définit de façon similaire les points PB et PC. Alors le triangle PAPBPC est appelé triangle de t-Mandart.

### Propriétés
- le locus des centres de gravité des triangles de t-Mandart est la droite passant par le centre du cercle circonscrit du triangle de référence et le centre de son cercle inscrit.
- le locus des centres des cercles circonscrits des triangles de t-Mandart est une hyperbole équilatère

## Hyperbole de Mandart
Pour tout t, le triangle de t-Mandart est orthologique au triangle de Nagel. Le locus des points de concurrence est une hyperbole équilatère, circonscrite au triangle de Nagel. Gibert est le premier à la nommer hyperbole de Mandart.
Ses asymptotes sont parallèles à celles de l'hyperbole de Feuerbach.

## Parabole de Mandart
Pour tout t, le triangle de t-Mandart et le triangle médian sont en homologie. On appelle parabole de Mandart l'enveloppe des axes de ces homologies quand t varie.
Le foyer de cette parabole est le centre de nombre de Kimberling X134 et son axe est la droite passant par le centre du cercle circonscrit et le centre de Spieker du triangle de référence.